# Cornelia de Lange
Cornelia Catharina de Lange (Alkmaar, 24 juni 1871 – Amsterdam, 28 januari 1950) was kinderarts en hoogleraar kindergeneeskunde. Ze was de vijfde vrouwelijke arts in Nederland. Johanna ter Meulen was haar huisgenote. 

## Jeugd en opleiding
Cor de Lange kwam uit een vooraanstaande familie in Alkmaar. Na de lagere school ging ze naar de Rijks-HBS en wilde daarna medicijnen studeren. Ze bracht een jaar door in Zürich omdat in het ziekenhuis daar al een afdeling zuigelingenzorg bestond en studeerde af in 1897. In datzelfde jaar promoveerde zij bij de bekende gynaecoloog Hector Treub met een proefschrift met de naam Vergelijkende aschanalyses over kunstmatige voeding van zuigelingen en de bestrijding van voedingsstoornissen. Na haar promotie werd De Lange huisarts, of specifieker vrouw- en kinderarts.

## Carrière

Groepsportret van leden van de Amsterdamse vrouwelijke studenten vereniging Dicendo, Discentes, Docemus (DDD), studiejaar 1898-1899. Uit de Collectie IAV - Atria

Nadat ze was begonnen als huisarts, vertrok De Lange wederom naar Zürich, waar ze aan de Pflegerinnenschule ervaring opdeed. Hier was een van de eerste zuigelingenafdelingen, en toen ze weer in Nederland terugkeerde werd ze in 1907 aangenomen bij het Emma Kinderziekenhuis waar ze de leiding kreeg over de mede op haar initiatief opgerichte zuigelingenafdeling. 
Op 1 juni 1927 werd ze benoemd tot hoogleraar in de kindergeneeskunde aan de Universiteit van Amsterdam, een functie die ze in 1938 weer vrijwillig zou neerleggen. Tijdens de Tweede Wereldoorlog kreeg De Lange korte tijd de leiding over het Emma Kinderziekenhuis. 
Tijdens haar carrière hield De Lange zich veel bezig met het bestrijden van zuigelingensterfte. Ze was bijvoorbeeld secretaresse van de Nederlandsche Bond ter Bescherming van Zuigelingen en zette zich in voor het oprichten van consultatiebureaus. Ook bracht ze veel publicaties over het onderwerp uit. Een van haar bekendste werkzaamheden als arts was haar 'ontdekking' van het Syndroom van Cornelia de Lange, waarvan zij de symptomen in 1933 als eerste beschreef.
De Lange was lid van diverse verenigingen, zoals de Nederlandsche Vereeniging voor Kindergeneeskunde en ze was redactielid bij het Nederlandsch Tijdschrift voor Geneeskunde. Ook was ze in 1892 medeoprichtster van de eerste studentenvereniging voor vrouwen, namelijk Dicendo Discentes Docemus.
Als een van de eerste vrouwelijke artsen was De Lange niet zeer actief bij de vrouwenbeweging betrokken, maar ze sprak bijvoorbeeld wel op de Nationale Tentoonstelling van Vrouwenarbeid 1898. Ook zette ze zich in voor vrouwelijke studenten en werkte ze samen met Tesselschade om te helpen kinderjuffrouwen op te leiden.

## Publicaties
- Vergelijkende aschanalyses, 1897.
- Onze oogst: herinneringen en het heden, 1948.
- Zieke kinderen: twintig voordrachten voor artsen en studenten, 1943.
- Het werk dat ons wacht (rede), 1927.
- De voeding van het kind in het eerste levensjaar (samen met J. de Bruin), 1905.
- De lichamelijke opvoeding van het kind. In vrije navolging van Prof. Biedert "Das Kind", 1925.
- Ziekteleer van den pasgeborene (et al.), 1941.